# Ossip Dmitrijewitsch Starzew

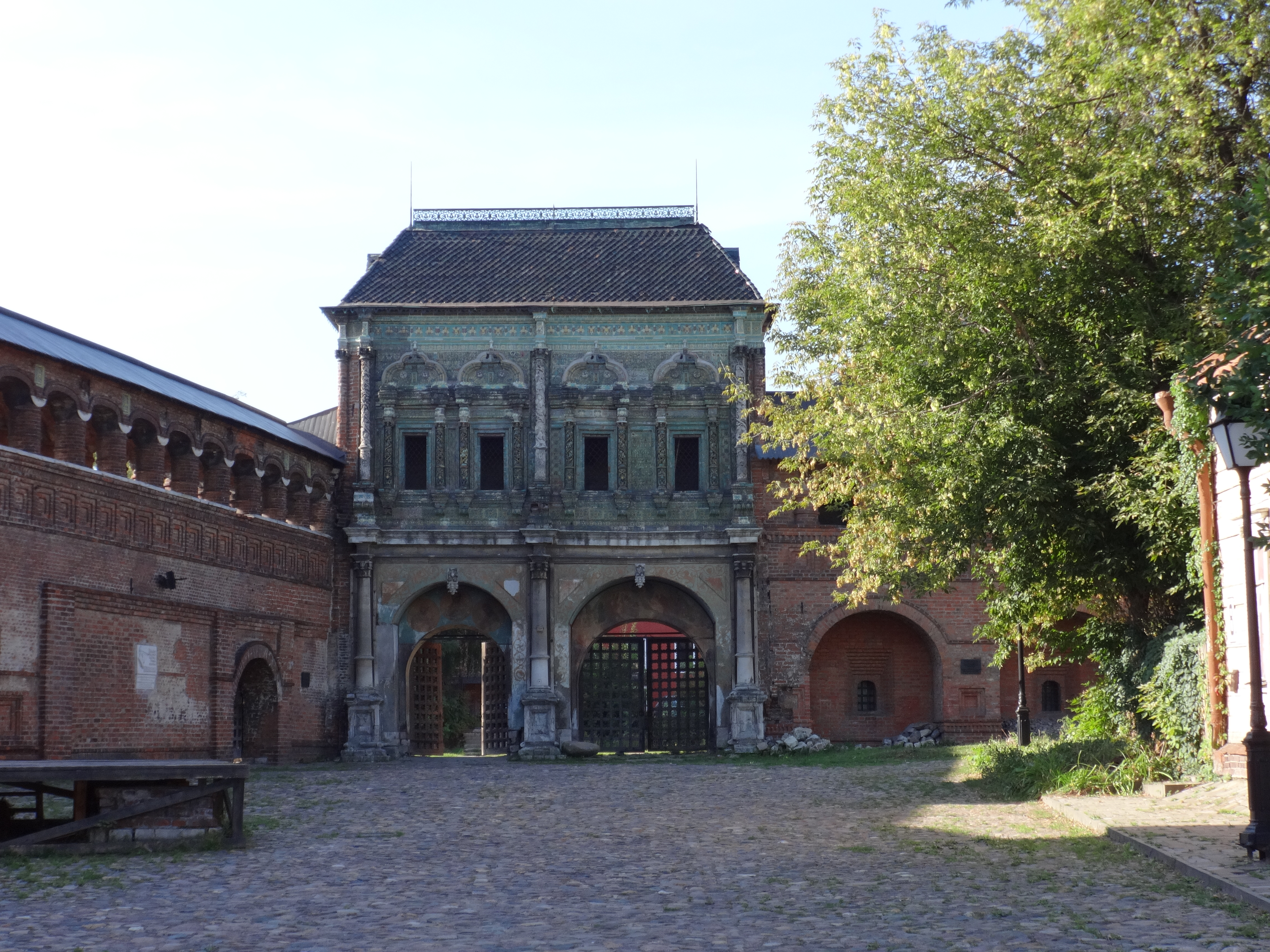
The Holy Gates (Teremok) at Krutitsy

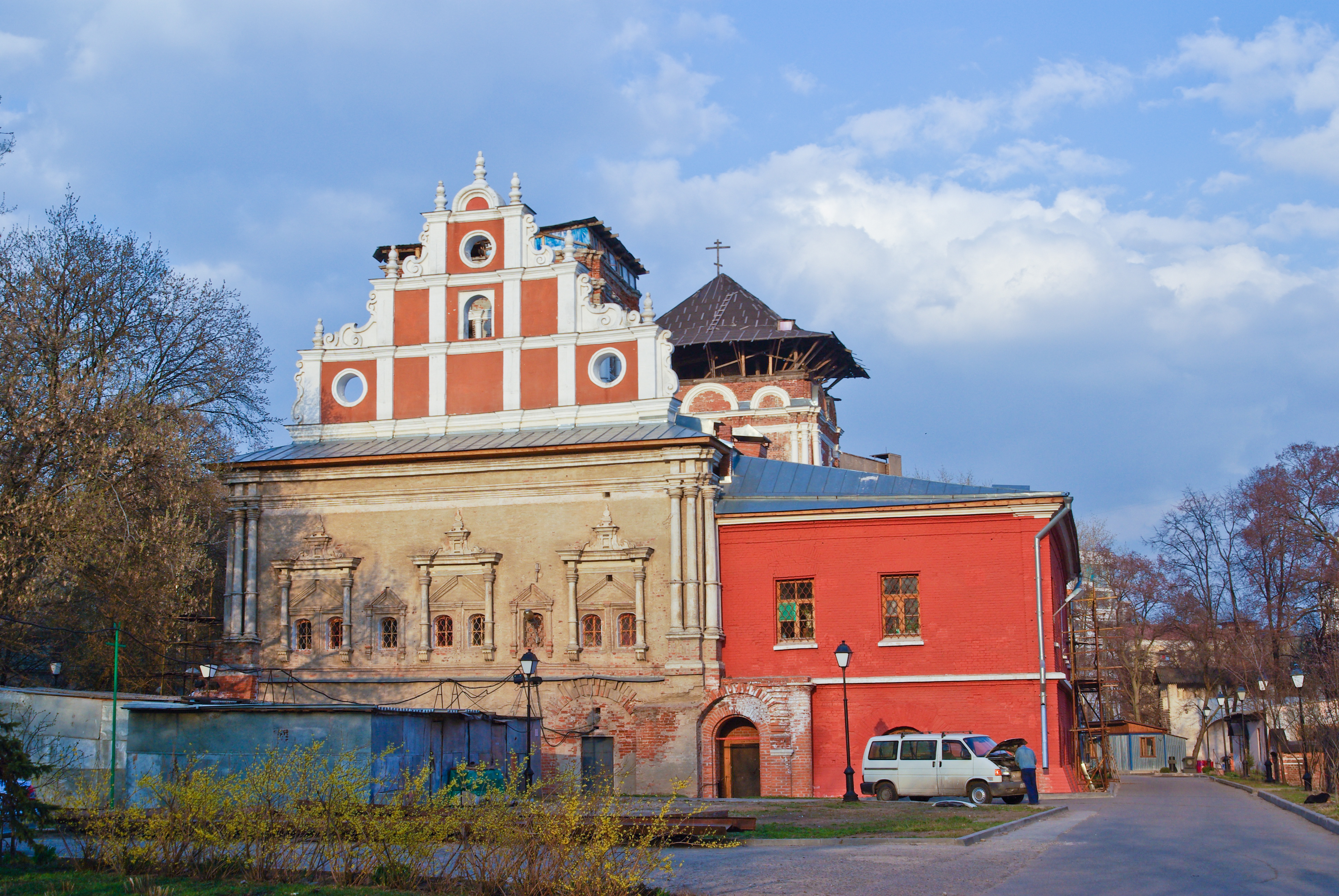
The refectory of the Simonov Monastery

Ossip Dmitrijewitsch Starzew (russisch Осип Дмитриевич Старцев, wiss. Transliteration Osip Dmitrievič Starcev auch: Osip Dmitrievich Startsev) war ein russischer Architekt. Er wirkte während der Zeit Peters des Großen und war eine Meister sowohl des Naryschkin-Barock als auch des Ukrainischen Barocks. Schon sein Vater Dmitrij Starzew war Architekt gewesen. Er hatte in den 1680ern den Archangelsker Gostinij Dwor (Archangelsker Handelskontor) erbaut und einen Kostenvoranschlag für die Uhren am Toitzkaja Baschnja (Троицкая башня, Dreifaltigkeitsturm) erstellt.

## Leben
Als junger Mann lernte Ossip bei seinem Vater. Er war beteiligt an den Wiederaufbau-Kampagnen im Moskauer Kreml und für den Umbau der prikazy-Amtsgebäude zuständig. Mit der Entwicklung der internationalen Beziehungen zu den europäischen Ländern in der Ära von Peter dem Großen war es notwendig, die wichtigsten auswärtigen Angelegenheiten des Landes repräsentativer zu gestalten. Das zweistöckige Gebäude wurde mit einer offenen Vordertreppe geschmückt, über dem Gesims des zweiten Obergeschosses wurde ein Giebel mit einer Weltkugel errichtet – ein Symbol für die aktive Beteiligung Russlands an der Gestaltung der Weltprozesse. Das Gebäude wurde in den 1770er Jahren abgerissen.
Seine erste eigenständige Arbeit war jedoch ein Kostenvoranschlag für die Dachziegel der Kammern der Schatzkammer des Kreml (1676) und er erhielt 1677–1678 zweimal den Zarenpreis „dafür, dass er die Preise für Steinarbeiten gesenkt hat“ («за то, что он у каменных дел цены сбавил»).
Er war es auch, der dem Facettenpalast seine bekannten großen Fenster verlieh und der das 11-Kuppelige Dach der Werchospasski-Kathedrale (Верхоспасский собор) des Terem-Palastes schuf. Seine Hauptarbeiten waren bürgerliche Gebäude in Moskau (unter anderem der Krutizy Teremok (1693–1694) und das Refektorium des Simonow-Klosters (1683–1685)), sowie die archaisch anmutende barocke Kathedrale in Kiew (die Katholika der St. Nicholas (Військовий Микільський собор/Великий Микола) und Bratski Bogojawlenski monastyr (Bruderschafts/Epiphanien-Kloster, Киево-Братский Богоявленский монастырь)). Die Gebäude wurden in den 1930er Jahren zerstört.
1693 wurde er nach Smolensk entsandt um „städtische und kirchliche Angelegenheiten“ («городового и церковного дела») zu erledigen.
Anfang des 18. Jahrhunderts entsandte ihn Peter der Große zum Aufbau der Festungsstädte Asow und Taganrog (bis 1709). In dieser Zeit die Dreifaltigkeitskathedrale, das Rathaus, der Palast von Peter dem Großen und das Haus des Gouverneurs erbaut.
Außerdem wurden 206 Stein- und 162 Holzhäuser für Verwaltungsangestellte, Kirchenbeamte, Kaufleute, Garnisonssoldaten und Matrosen sowie steinerne Lagerhäuser gebaut. In der neuen Ära wurde großer Wert gelegt auf Geradlinigkeit der Straßen, Weitläufigkeit der Plätze, Einheitlichkeit der Gebäude und es entstand ein Boulevard, eine Stadtuhr mit Schlagwerk wurde aufgestellt und die Abfahrt zum Hafen wurde gepflastert. Die Stadt erreichte bis 1711 achttausend Einwohner, wurde aber nach der erfolglosen Prut-Kampagne im November 1712 zerstört, als das Gebiet an die Türkei zurückgegeben wurde.
Ab 1711 arbeitete Starzew als einfacher Bauunternehmer am Bau der Kammern des Kaufmanns Shustow, die vom Architekten I. Ustinow entworfen wurden.
1712 wurde eines der letzten Werke Starzews fertig gestellt, die St. Nikolaus-Kirche auf Bolwanowka (Церковь Николая Чудотворца на Болвановке) im Taganka District in Moskau. Diese altmodisch anmutende Kirche zeigte eine Abwendung von der Politik Peters des Großen. Die Kirche ist bis heute erhalten. 1945 wurde zwar das Dach des Glockenturms abgebaut, aber bald wiederhergestellt.
1714 verbot Peter der Große den Bau mit Steinen im ganzen Land, mit Ausnahme von St. Petersburg. Er ordnete an, dass alle Steine die bereits gebrochen waren nach St. Petersburg gebracht werden sollten. Möglicherweise war auch dies ein Auslöser dafür, dass Starzew die Mönchsgelübde ablegte und seinen Lebensabend in einem der Moskauer Klöster verbrachte.